# Нові Залубиці
Нові Залубиці (пол. Nowe Załubice) — село в Польщі, у гміні Радзимін Воломінського повіту Мазовецького воєводства.
Населення — 421 особа (2011).
У 1975-1998 роках село належало до Варшавського воєводства.

## Демографія
Демографічна структура станом на 31 березня 2011 року:
|          | Загалом | Допрацездатний вік | Працездатний вік | Постпрацездатний вік |
| -------- | ------- | ------------------ | ---------------- | -------------------- |
| Чоловіки | 212     | 58                 | 136              | 18                   |
| Жінки    | 209     | 47                 | 125              | 37                   |
| Разом    | 421     | 105                | 261              | 55                   |